# Гагаріно (Казахстан)
Гага́ріно (каз. Гагарино) — село у складі Уланського району Східноказахстанської області Казахстану. Входить до складу Тавричеського сільського округу.
Населення — 875 осіб (2021; 921 у 2009, 1155 у 1999, 1508 у 1989).
Національний склад станом на 1989 рік:
- росіяни — 59 %
- казахи — 33 %